# Thanh Dương, Thành Đô
Thanh Dương (chữ Hán giản thể: 青羊区, Hán Việt: Thanh Dương khu) là một quận thuộc thành phố Thành Đô, Cộng hoà Nhân dân Trung Hoa. Quận này có diện tích 67,78 km² km², dân số 467.000 người. Quận Thanh Dương lấy tên theo Thanh Dương Cung. Quận này là nơi đóng trụ sở chính quyền Thành Đô. Thanh Dương giáp các quận: Ôn Giang, Song Lưu, Vũ Hầu, Kim Ngưu, Cẩm Giang và Thành Hoa. Về mặt hành chính, quận Thanh Dương được chia thành 14 nhai đạo biện sự xứ (tổng cộng có 51 xã khu, 22 khu thôn). Chính quyền quận đóng tại nhai đạo Tân Hoa Tứ Lộ.